# Uzebox
Uzebox es una videoconsola libre de diseño retro. Se basa en el microcontrolador AVR de 8 bits de Atmel. La particularidad del sistema es que utiliza un kernel impulsado de interrupción y no tiene framebuffer. Las funciones tales como sincronizar la generación del video, azulejos y la mezcla de audio se realizan en tiempo real por una tarea de fondo para que los juegos se pueden desarrollar fácilmente en C. El objetivo de diseño iba a ser tan simple como fuera posible con un buen sonido y buenos gráficos. El diseño final incluye dos fichas: una ATmega644 y un AD725 RGB a convertidor de NTSC.

## Características
- Bajo conteo de piezas y costo: El sistema se compone de sólo dos chips y componentes discretos.
- Kernel manejada por interrupciones: No requiere contar ciclo, la generación de mezcla de sonido y vídeo son los realizados en el fondo.
- 256 colores simultáneos: Conseguido mediante un DAC resistencia escalera R-2R.
- 4 canales de sonido del motor: El subsistema de sonido se compone de 3 canales de tabla de ondas y el ruido de un canal o PCM.
- En MIDI: Con un secuenciador de música, permite la creación de música directamente en la consola.
- Controladores retro: Las entradas para mandos utilizan el la interfaz de control de los mandos de las consolas NES o SNES de Nintendo.
- Apoyo SNES Mouse.
- Interfaz de tarjetas de memoria SD/MicroSD.
- Ampliable: líneas I/O y periféricos están todavía disponibles, como el UART y SPI para un puerto para experimentar.
- Emulador: Un ciclo perfecto completo, el emulador facilita enormemente el desarrollo.
- Gameloader (beta): Carga juegos flash almacenados en tarjetas SD.
- API: Desarrollar juegos que utilizan una API que proporciona múltiples modos de vídeo y el controlador de sonido, entre otras funciones.
- Open Source: El software y el diseño de hardware son totalmente libres y bajo la licencia GPL.

## Especificaciones del hardware
- CPU: Microcontrolador ATmega644
- Total RAM: 4K
- Programa de la memoria: 64K
- Velocidad: 28.61818Mhz (overclocking)
- Colores: 256 colores simultáneos dispuestos en un espacio de color 03:03:02 (rojo: 3 bits, verde: 3 bits, azul: 2 bits)
- Salida de video: NTSC compuesto y S-Video
- Sonido: 8-bit mono, mezclado en ~15kHz y la salida vía PWM
- Entradas: Dos joypads NES/SNES compatibles
- Almacenamiento externo: SD/MicroSD
- Opciones: interfaz MIDI

## Implementaciones
En el año 2010, el diseño ha sido comercialmente implementado por el Uzebox AVCore, una unidad completamente montada, y la Fuzebox. La "Fuzebox" es una consola en formato de kit "Hágalo Usted Mismo" y es una derivación de la consola Uzebox. El kit lo distribuye Adafruit y tiene las mismas características que la Uzebox solo con la excepción de algunos cambios en el circuito eléctrico y en algunos casos los puertos de los mandos SNES pueden ser sustituidos por los NES